# Maria Piechotka
Maria Kazimiera Piechotka ps. „Marianna”, z domu Huber (ur. 12 lipca 1920 w Krakowie, zm. 28 listopada 2020 w Warszawie) – polska architektka, łączniczka w czasie powstania warszawskiego, posłanka na Sejm PRL III kadencji w latach 1961–1965.

## Życiorys
Dzieciństwo spędziła w Tarnowie, tam w 1938 zdała maturę w szkole sióstr urszulanek, następnie wyjechała do Warszawy, gdzie podjęła studia na Wydziale Architektury Politechniki Warszawskiej. W czasie wojny uczestniczyła w tajnych kompletach, zdając egzaminy i przedstawiając prace do korekt w Warszawie, jednocześnie pracując jako technik na budowie w Krakowie. Łączenie pracy i studiów wymagało podróży, około raz w miesiącu, z Krakowa do Warszawy. W trakcie studiów poznała Kazimierza Piechotkę, który namówił ją na przyjazd na stałe do Warszawy; przeprowadziła się tam 26 lipca 1944.
W czasie powstania warszawskiego była w Warszawie, przez pewien czas działała jako łączniczka Jerzego Brauna. Po powstaniu wspólnie z mężem trafiła, jako członek personelu szpitalnego, do obozu jenieckiego Stalag IV B Mühlberg – Rez. Laz. Kgf. w Zeithain.

## Działalność zawodowa

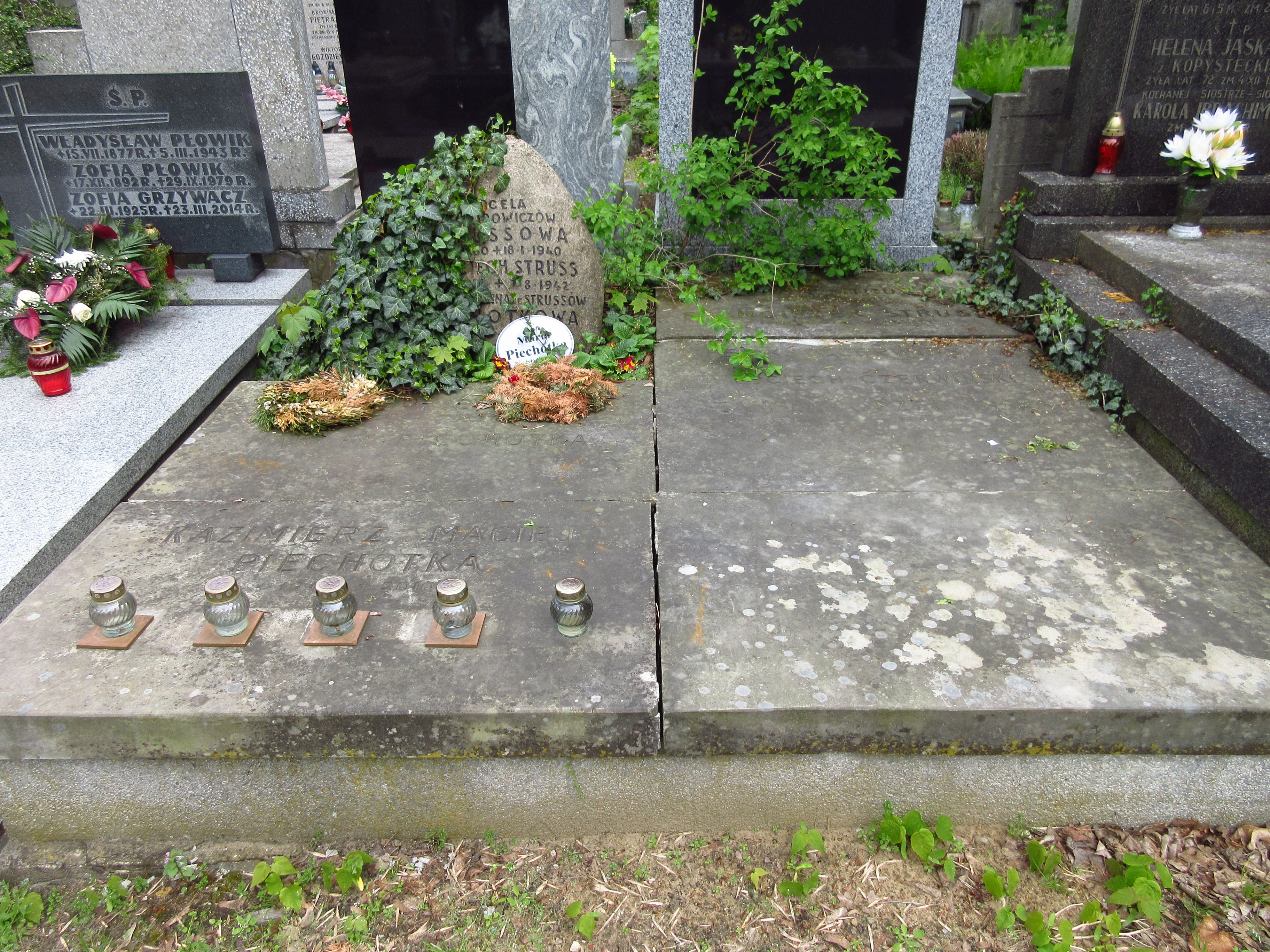
Grób Marii i Kazimierza Piechotków na cmentarzu Bródnowskim

We wrześniu 1944 roku, kiedy schroniła się w Gmachu Wydziału Architektury Politechniki Warszawskiej (w gabinecie prof. Jana Zachwatowicza) uczestniczyła w pomiarach architektonicznych oraz ratowaniu zabytków. Po pobycie w obozie jenieckim do Warszawy wróciła w 1945 roku. Po powrocie rozpoczęła pracę w Państwowej Pracowni Konserwacji Zabytków. W roku 1948 ukończyła studia na Wydziale Architektury Politechniki Warszawskiej, a następnie wraz z mężem pracowała m.in. w Miastoprojekcie Stolica Północ. W 1948 założyła wspólnie z mężem spółkę autorską: Maria i Kazimierz Piechotkowie. W tym czasie zaprojektowała liczne budynki mieszkalne i usługowe m.in. na terenie warszawskich Bielan – osiedla Bielany I-IV, wpisane przez Stowarzyszenie Architektów Polskich na listę dóbr kultury współczesnej. We współpracy z Janem Zachwatowiczem oraz mężem opracowała projekt odbudowy bazyliki archikatedralnej św. Jana Chrzciciela w Warszawie. 
Wspólnie z mężem kierowała wielobranżowym zespołem opracowującym system budownictwa wielkopłytowego W-70 oraz Wk-70, który zwyciężył w dwustopniowym konkursie na projekt systemu budownictwa wielkopłytowego i został wdrożony do realizacji na terenie całego kraju. Na jego podstawie, przy współpracy Instytutu Techniki Budowlanej, razem z mężem i synem, opracowała system ECA dla potrzeb budownictwa w Algierii, uwzględniający tamtejsze uwarunkowania, w tym zagrożenia sejsmiczne. Wspólnie z mężem zajmowała się także zagadnieniem integracji różnych systemów wielkopłytowych (ISBO).
Wraz z mężem zajmowała się badaniem synagog. Wspólnie opracowali liczne publikacje na temat architektury żydowskiej na terenach Polski, m.in. książki:
- „Bramy nieba. Bożnice drewniane na ziemiach dawnej Rzeczypospolitej” (wyd. I – 1957, wyd. II rozszerzone – 1996)
- „Bramy nieba. Bożnice murowane” (1999)
- „Krajobraz z menorą” (2008)

W latach 1961–1965 była bezpartyjną posłanką na Sejm PRL, wybrana w okręgu Warszawa-Wola. W parlamencie pełniła funkcję wiceprzewodniczącej Komisji Budownictwa.

## Życie prywatne
Córka Kazimierza i Zofii. Krótko przed wybuchem powstania zaręczyła się z Kazimierzem Piechotką. 30 sierpnia 1944, w trakcie powstania, wzięli ślub w Kościele Imienia Jezus przy ul. Stanisława Moniuszki. Ich synowie, Maciej i Michał, również zostali architektami; współpracowali zawodowo z rodzicami. Była bratanicą profesora Maksymiliana Hubera. Została pochowana na cmentarzu Bródnowskim (kwatera 22B-VI-12/13).

## Nagrody i odznaczenia
- W roku 1951 za zasługi przy organizacji II Światowego Kongresu Pokoju odznaczona Srebrnym Krzyżem Zasługi[17].
- W roku 1954 otrzymała odznakę „Przodownik pracy”[18]
- W roku 1957 otrzymała Nagrodę Miasta Stołecznego Warszawy[7].
- W roku 1974 – Nagroda Państwowa II stopnia[3].
- W roku 1977 odznaczona Krzyżem Kawalerskim Orderu Odrodzenia Polski[3].
- W roku 2000 laureatka – wspólnie z mężem – Nagrody Jana Karskiego i Poli Nireńskiej, przyznanej przez YIVO za prace nad historią architektury synagogalnej[19].
- W roku 2004 laureatka – wspólnie z mężem – nagrody Polskiego Komitetu Narodowego ICOMOS im. Jana Zachwatowicza[7][20].
- W roku 2015 otrzymała złoty Medal „Zasłużony Kulturze Gloria Artis”[21]
- Laureatka licznych nagród branżowych oraz konkursów[3].